# Cupă menstruală

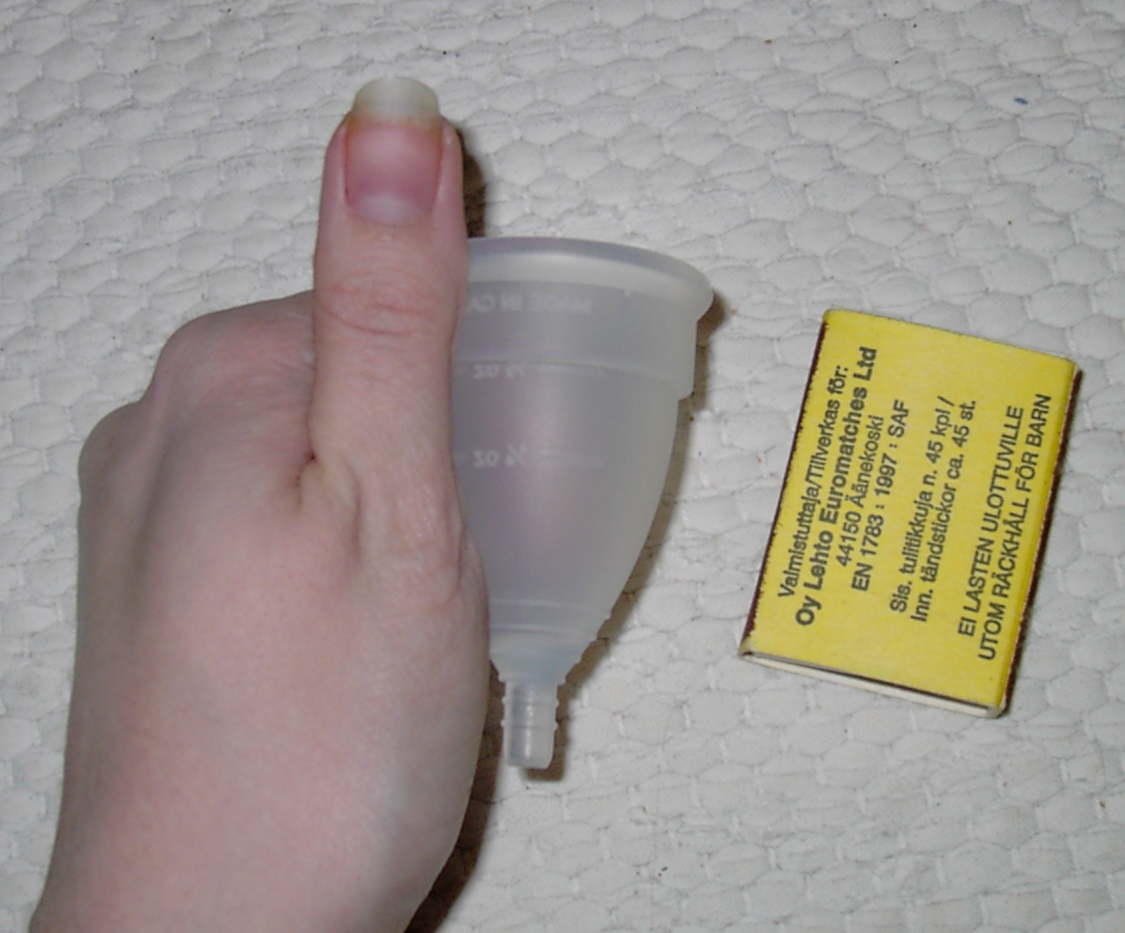

Cupa menstruală este o metodă inovatoare în igiena feminină înlocuind clasicele tampoane sau absorbante în perioada de menstruație. Materialul utilizat recent, siliconul sau free silicon, a dus la o largă răspândire a acestora în ultimii ani. 

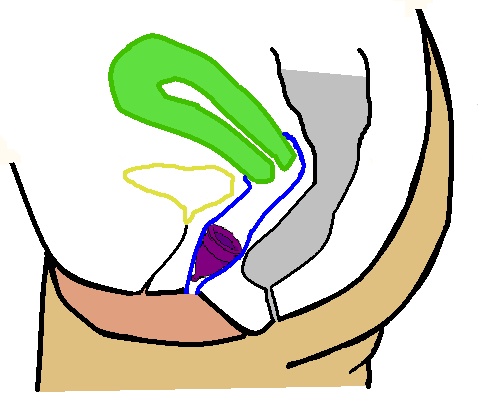
Modul de montare

Se pare că nu prezintă dezavantajele altor metode de protecție feminină, respectiv posibilitatea sindromului de șoc toxic, iritații sau alergii. Cea mai mare parte a cupelor menstruale existente sunt refolosibile, aceasta însemnând că pot fi spălate sau dezinfectate și folosite la ciclul menstrual următor. Există posibilitatea înotului și al practicării altor sporturi.
Metoda este relativ puțin cunoscută în România în prezent, însă în ultimii ani au apărut primii importatori ai cupelor menstruale, existând chiar și un magazin online dedicat exclusiv cupelor menstruale.
Este foarte probabil ca în următorii ani să asistăm la o răspândire pe scară largă a acestei metode datorită avantajelor pe care le oferă.Cupele Menstruale se prezinta in doua feluri, un model pe diferite dimensiuni, insa si un alt model Softcup care vine in marime universala si care diferit de celelalte permite sa intretii relatii sexuale si nu trebuie sterlizata.